# Pfarrhaus (Bächingen an der Brenz)

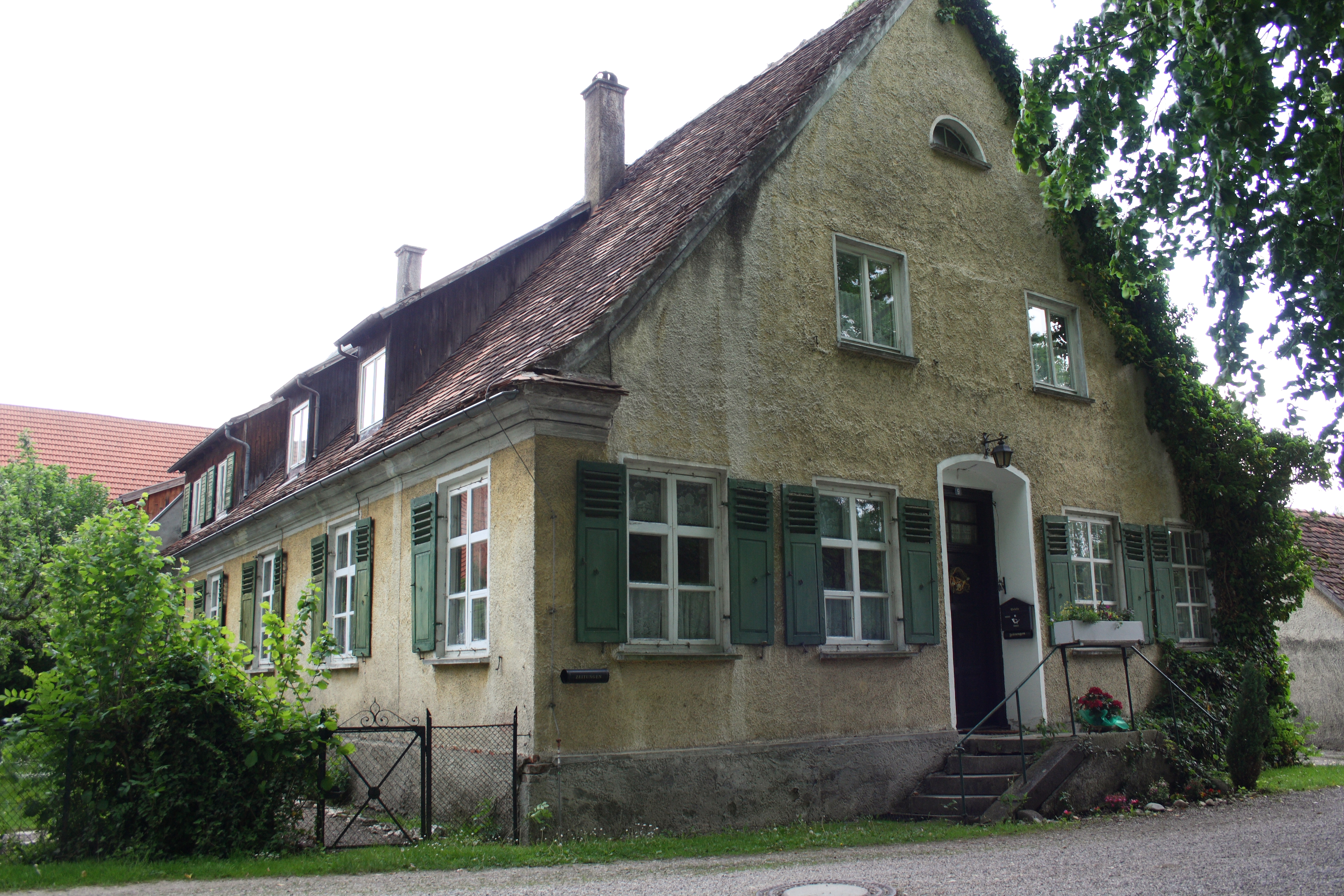
Ehemaliges Pfarrhaus in Bächingen an der Brenz (2012)

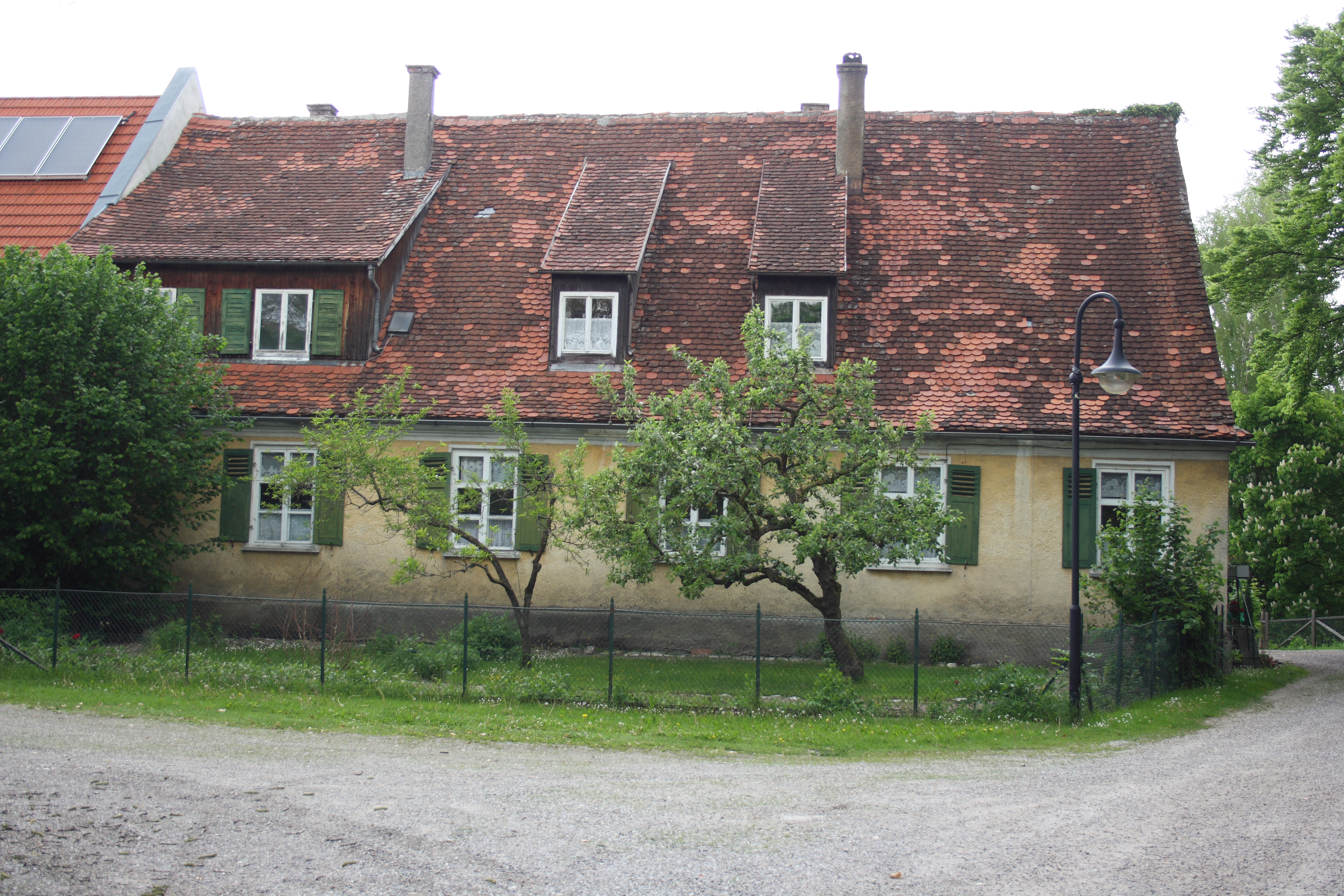
Südseite des Pfarrhauses

Das Pfarrhaus in Bächingen an der Brenz, einer Gemeinde im Landkreis Dillingen an der Donau im bayerischen Regierungsbezirk Schwaben, wurde Anfang des 19. Jahrhunderts errichtet. Das Gebäude an der Schloßstraße 7/9 ist ein geschütztes Baudenkmal.
Das ehemalige Pfarrhaus der evangelischen Kirchengemeinde in Bächingen an der Brenz ist ein langgestreckter eingeschossiger Satteldachbau mit rechtwinklig angebautem Wirtschaftsteil, der ursprünglich die Wagenremise des Schlosses war. An den Traufseiten befinden sich profilierte Gesimse unterhalb des Dachansatzes.